# Rjasta hrbtorožka
Rjasta hrbtorožka (znanstveno ime Notodonta dromedarius) je vrsta metulja iz družine hrbtorožk, ki poseljuje Evropo in Anatolijo.

## Opis
Odrasli metulji imajo razpon kril med 35 in 40 mm. Aktivni so v maju in juniju ter ponovno v avgustu v dveh generacijah. Gosenice se v Sloveniji hranijo pretežno na brezah, v bolj severnih predelih Evrope pa tudi na jelšah in hrastih